# 几何模型
几何模型是用几何概念描述物理或者数学物体形状。几何造型是构建或者使用几何模型的过程。几何模型广泛用于计算机图形学、计算机辅助设计、计算机辅助制造以及医疗图像处理等许多应用领域。
我们可以在任意几何空间构建任意維度物体的几何模型。在计算机图形学领域大量使用着二维几何模型和三维几何模型。二维几何模型在计算机印刷和工程制图领域有重要的应用，而三维几何模型在计算机辅助设计、计算机辅助制造以及地质建模等领域都有着很关键的应用。
几何模型通常与用算法隐式定义形状的过程模型和面向对象模型有所不同，它也与数字图像和立体模型不同，并且与用隐模型表示的数学模型如任意多项式的零集也有所不同。但是，这些区别可能会经常变得不太明显：例如，几何形状可以用面向对象编程中的对象来表示；数字图像也可以解释为一组正方形颜色的组合；象圆这样的几何形状也可以用数学方程来表示。另外分形物体的建模经常要同时使用几何模型与过程模型技术。